# Bắc Cực Quang (tiểu thuyết)
Bắc Cực Quang (tiếng Anh: Northern Lights) là tập truyện đầu tiên trong bộ ba tiểu thuyết giả tưởng His Dark Material (tạm dịch "Vật chất Tối của Chúa") của tác giả người Anh Philip Pullman. Truyện được xuất bản lần đầu vào năm 1995 ở Anh. Nó cũng được phát hành ở Mỹ dưới tên The Golden Compass. His Dark Materials, cũng giống như Chúa tể của những chiếc nhẫn, Biên niên sử Narnia và Harry Potter, là một trong những bộ truyện giả tưởng Anh ngữ dành cho trẻ em đã được đánh giá cao của thời đại. Hai tập sau của truyện lần lượt là Kỳ Ảo Đao (The Subtle Knife) và Hổ Phách Kính (The Amber Spyglass). Truyện Bắc Cực Quang đã được hãng phim Hollywood New Line Cinema chuyển thể thành phim "The Golden Compass", đã khởi chiếu vào ngày 5 tháng 12 năm 2007 tại Anh (7 tháng 12 tại Mỹ và 26 tháng 12 tại Úc). Phim sẽ là sản phẩm có kinh phí cao nhất của hãng này kể từ phim Chúa tể của những chiếc nhẫn.

## Cốt truyện
Truyện miêu tả một vũ trụ giả tưởng, nơi mà có phù thủy bay, chiến binh gấu Bắc cực, linh hồn của con người trong dạng thú và một chế độ tăng lữ độc tài. Nhân vật chính của truyện là một bé gái mồ côi 11 tuổi tên Lyra Belacqua. Cô bé được nuôi nấng bởi một khoa học gia, Ngài Asriel. Ngài Asriel bị giáo hội bỏ tù vì nghiên cứu Bụi, một vật chất tối được cho là ẩn chứa đầy tội lỗi. Người bạn thân của Lyra là Roger bị bắt cóc bởi tổ chức Những Kẻ Nuốt Chửng (The Gobblers) và cô bé quyết định lên đường giải cứu bạn mình. Một người phụ nữ quyền lực tên Marisa Coulter đã đề nghị giúp Lyra. Trước khi đi, hiệu trưởng trường Jordan tặng cho cô bé Chân La Bàn (Alethiometer), một dụng cụ thần kỳ chỉ đến sự thật. Tuy nhiên, khi Lyra phát hiện ra bà Coulter là người xấu, cô bé chạy trốn, thoát khỏi sự truy đuổi và được một nhóm người Gypsy cưu mang. Họ tiết lộ Ngài Asriel và bà Coulter chính là cha mẹ ruột của cô bé. Lyra cùng họ vượt biển tiến về Bắc Cực, theo chỉ dẫn của Chân La Bàn. Trên đường, họ bị tấn công và Lyra bị bắt về Bolvangar, nơi giam giữ những đứa trẻ bị bắt cóc. Lyra dùng chiếc Chân La Bàn và trí thông minh của mình vượt ngục cùng những đứa trẻ khác. Chúng được phi hành gia Lee Scoresby, nữ hoàng ma thuật Serafina Pekkala và chiến binh gấu Iorek Byrnison cứu thoát. Sau đó, Lyra đi cứu Lord Asriel. Ông vừa thành công trong việc khám phá ra nguyên lý của Bụi và cầu nối với một vũ trụ song song. Truyện kết thúc khi linh thú của Roger bị té xuống vực, làm cậu bé chết theo. Lyra và Lord Asriel bước qua thế giới mới.